# 昭烈蕭皇后
昭烈蕭皇后（しょうれつしょうこうごう、生没年不詳）は、遼（契丹）の粛祖耶律耨里思の妻。遼の太祖耶律阿保機の高祖母にあたる。小字は卓真。

## 経歴
耨里思にとついで、4子を生んだ。乾統3年（1103年）、昭烈皇后と追尊された。

## 子女
1. 耶律洽眘（字は牙新。迭剌部夷離菫）
2. 耶律薩剌徳（懿祖）
3. 耶律葛剌（字は古昆）
4. 耶律洽礼（字は敵輦）

## 伝記資料
- 『遼史』巻71 列伝第1